# Sint Maarten
Denna artikel behandlar området som tillhör Konungariket Nederländerna. För hela ön, se Saint Martin (ö).
Sint Maarten är ett av de fyra autonoma länderna inom Kungariket Nederländerna. Landet utgörs av den sydliga delen av ön Saint Martin i Västindien. Sint Maarten var ett så kallat eilandgebied fram till år 2010 då Nederländska Antillerna upphörde att existera. Namnet Sint Maarten är nederländska för "Sankt Martin".
Sint Maarten hade år 2010 ungefär 42 600 invånare och har en area på 34 km².

## Orter

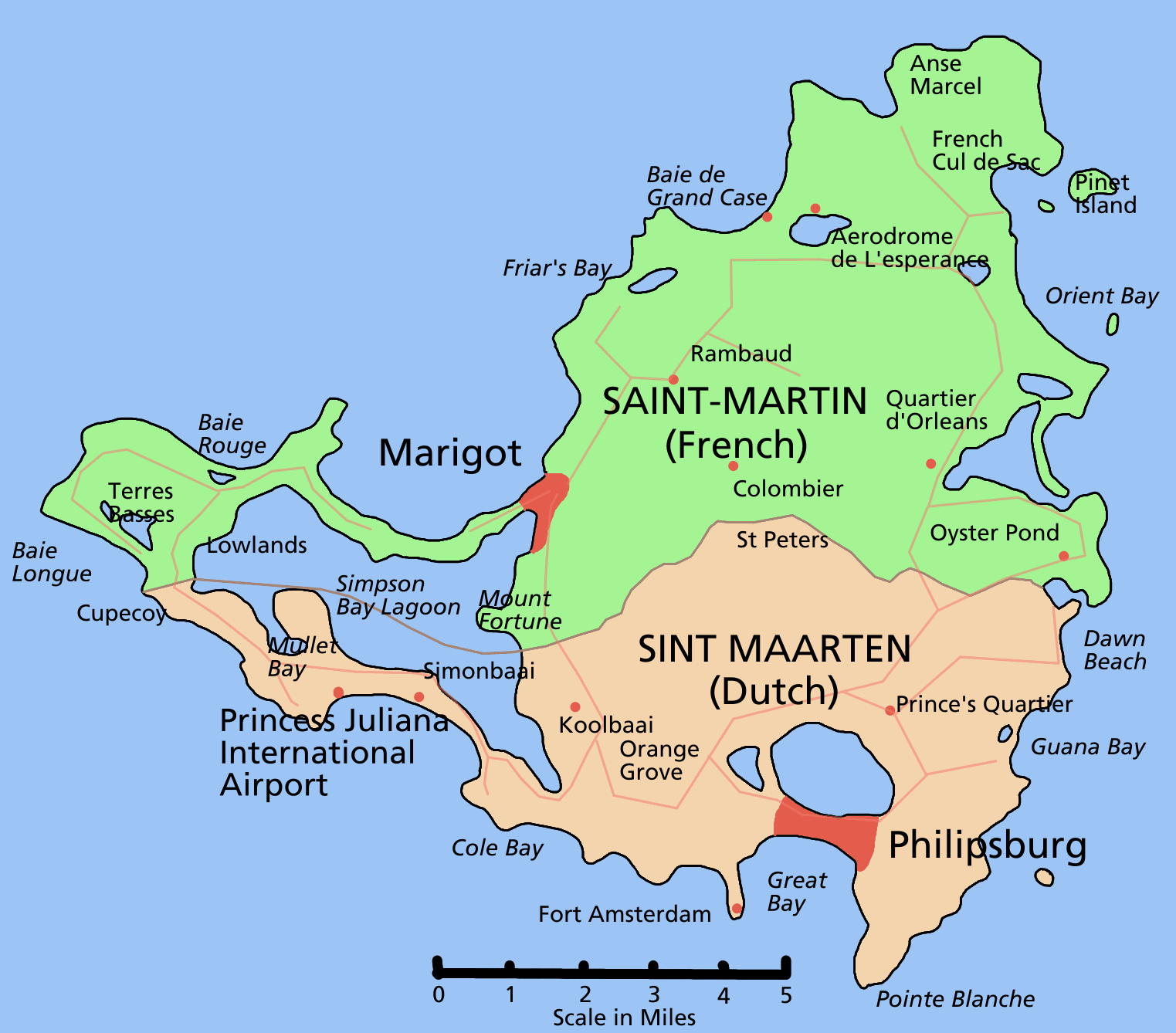
Saint Martin, den franska delen av ön som är ett franskt utomeuropeiskt förvaltningsområde
Sint Maarten, den nederländska delen av ön som är ett land inom Konungariket Nederländerna

- Philipsburg, huvudorten
- Lower Prince's Quarter
- Koolbaai / Cole Bay
- Upper Prince's Quarter
- Little Bay (Fort Amsterdam)
- Simpson Bay
- Lowlands